# Женщина без тени
«Женщина без тени» (нем. Die Frau ohne Schatten) — опера Рихарда Штрауса в трёх действиях, либретто Гуго фон Гофмансталя. Опера фактически была завершена в 1915 году, однако премьера состоялась только 10 октября 1919 года в Вене, под управлением Ф. Шалька (в роли Жены красильщика — Л. Леман).

## История создания
Опера была задумана как философская гуманистическая сказка. Гофмансталь, для которого опера стала четвёртой совместной работой со Штраусом, отмечал, что «Женщина без тени» так же относится к «Волшебной флейте» Моцарта, как «Кавалер роз» к «Свадьбе Фигаро». Внутренняя связь произведения Штрауса с «Волшебной флейтой» несомненна, однако в нём нет мудрой простоты и поэтической наивности моцартовского шедевра. Драматург писал про идею оперы: «Мне мерещится нечто особенное: волшебная сказка, в которой противостоят друг другу двое мужчин и две женщины… одна из них волшебница, вторая женщина земная, необычная, с очень хорошей душой, но загадочная, своенравная, властная и всё же симпатичная». Работа затянулась на несколько лет, кроме того в неё вмешалась Первая мировая война. Опера была закончена в феврале 1918 года на баварской вилле Штрауса в Гармише. «Женщина без тени» перегружена аллегориями, действие осложнено, и, хотя партитура ослепительна, в популярности она уступает другим произведениям Штрауса. В то же время, несмотря на барочные формы оперы и её философскую сложность, в ней выступает гуманистическая идея, пусть и затемнённая манерной, нарочито изысканной стилистикой текста Гофмансталя. В либретто сочетаются отголоски восточных легенд, волшебных фарсов Ф. Раймунда, сказок К. Гоцци. Действие движется по двум параллельным руслам и на редкость запутано.

## Действующие лица
- Император (тенор)
- Императрица (драматическое сопрано)
- Кормилица (драматическое меццо-сопрано)
- Вестник души (баритон, высокий бас)
- Страж порога храма (Der Hüter der Schwelle des Tempels) (сопрано)
- Голос юноши (тенор)
- Сокол (сопрано)
- Голос сверху (альт)
- Барак, красильщик (бас-баритон)
- Жена красильщика (драматическое сопрано)
- Братья Барака (тенор/баритон/бас)
- Голоса сторожей (тенор/баритон/бас)
- Пять детских голосов, служанки

## Сюжет оперы
Сказочный Император на охоте пытался подстрелить газель, но она превратилась в прекрасную девушку, впоследствии ставшую его женой. Однако, приобретя человеческий облик, женщина не сделалась человеком: у неё нет тени, и она не может стать матерью. Отец Императрицы, царь подземных духов Кейкобад, сообщает дочери свою волю: подобно всем людям, она должна иметь тень, иначе муж её превратится в камень, а она навсегда возвратится в подземное царство. До истечения срока остаётся три дня, а у Императрицы нет никаких надежд на спасение мужа. Кормилица Императрицы — олицетворение зла и жестокости — решает помочь своей повелительнице получить тень ценой чужой жизни и чужого счастья. Она приводит Императрицу в хижину бедного красильщика Барака, молодая жена которого не хочет иметь детей. Кормилица предлагает ей сделку: пусть та отдаст свою тень в обмен на власть и богатство. Жена красильщика соглашается, хотя и слышит упрёки нерождённых детей. Но для того, чтобы передать Императрице тень и способность стать матерью, она должна изменить мужу. Кормилица силой чар создаёт призрачный облик любовника. Императрица испытывает всё большее отвращение к обману, хотя и стремится спасти мужа, уже превратившегося в камень. В душе Жены красильщика также совершается перелом: ей стыдно идти по пути греха. Расступается земля и поглощает Императрицу, Кормилицу, Красильщика и его жену. Тщетно незримые голоса в подземном царстве убеждают Императрицу испить из источника жизни, который подарит ей тень. Она преодолевает и последнее искушение, когда перед ней предстаёт Император, превращенный в камень. Самопожертвование делает Императрицу человеком, она обретает тень, и муж её оживает. Счастье приходит к Бараку и его жене.
Аллегория оперы, вопреки запутанности действия, несложна: нельзя строить счастье на чужом несчастье, только самопожертвование утверждает человеческое достоинство. Тень — это душа и одновременно символ материнства.

## Музыка
«Женщина без тени» — одна из самых сложных партитур Штрауса. Музыка лишена внутреннего единства: суховатый речитатив соседствует с широко развитыми ариозными построениями, феерия уживается с тонкой лирикой, монументальные формы — с камерными. В отличие от запутанного либретто и несмотря на внушительный исполнительский состав (расширенный оркестр, хоры), музыка оперы абсолютно доступна для рядового слушателя. По сравнению, например, с «Саломеей», музыкальный язык «Женщины без тени» опирается на ладотональность, гармония в целом классическая. Даже если слушатель не разбирается в системе лейтмотивов произведения, это не помешает ему получать эстетическое удовольствие от музыки.

## Сценическая жизнь

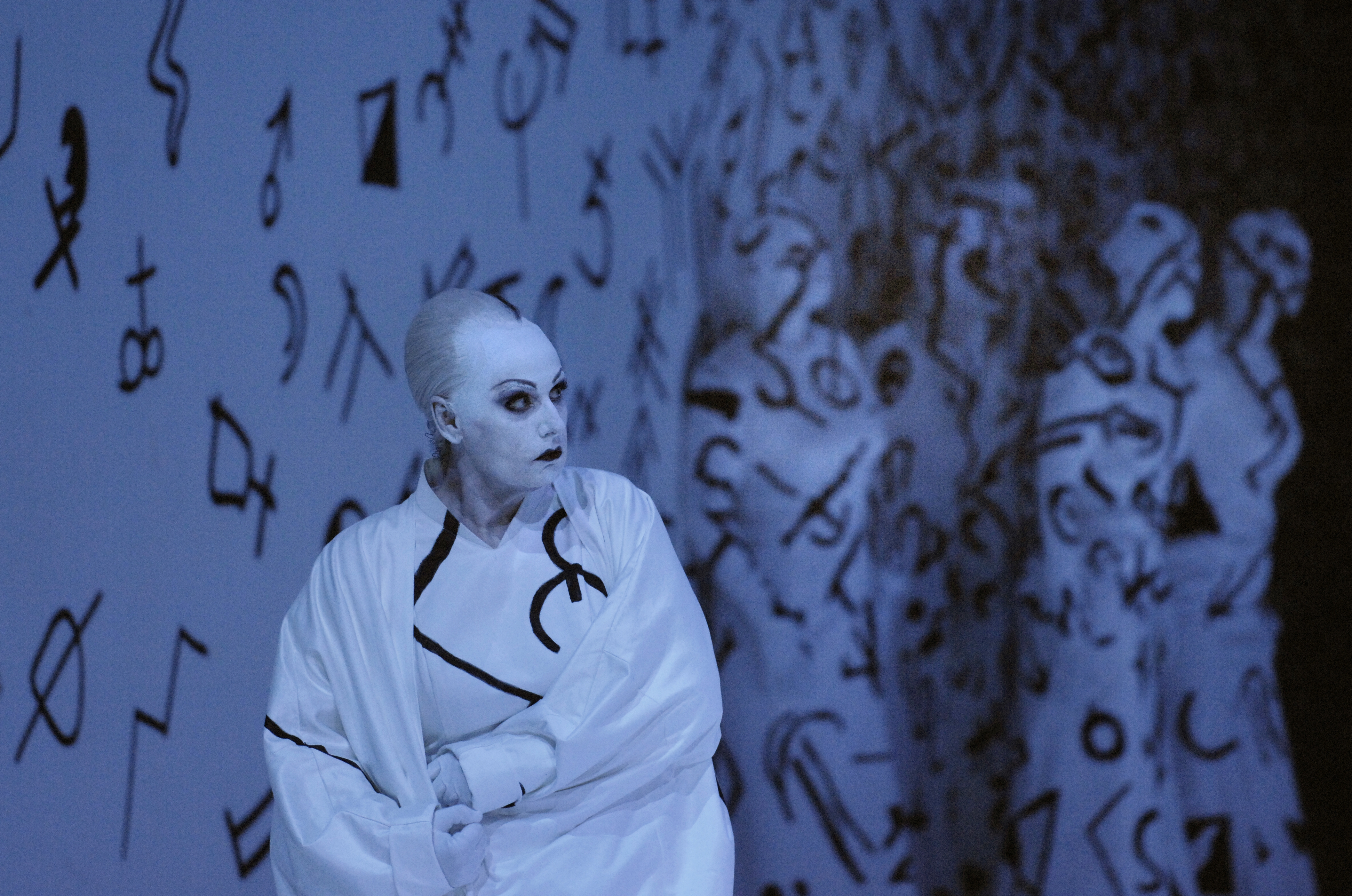
Дорис Соффель в роли Кормилицы

Вторая постановка оперы была осуществлена несколькими днями позже в Дрездене. Несмотря на изобилие талантливой музыки, опера не принадлежит к наиболее популярным произведениям композитора. Однако она ставилась неоднократно в Цюрихе (1932), Риме (1938), Милане (1940), Буэнос-Айресе (1949), Сан-Франциско (1959), Париже (1972, театр Гранд-опера, дирижёр К. Бём), Мюнхене (1963), Берлине (1971). Следует отметить также спектакли на Зальцбургском пасхальном фестивале 1992 года под управлением Г. Шолти (выпущен на DVD фирмой Decca) и во Флоренции в 1993 году. В Москве «Женщина без тени» прозвучала в 1982 году во время гастролей Гамбургской оперы, в которых участвовала Л. Ризанек — одна из лучших исполнительниц партии Императрицы.
Российская премьера оперы состоялась 16 ноября 2009 года в Мариинском театре под управлением Валерия Гергиева (режиссёр Джонатан Кент).
В 1946 году на основе симфонических эпизодов оперы композитор создал оркестровую фантазию.

## Дискография
- Hans Hopf/Leonie Rysanek, Wiener Philharmoniker, Karl Böhm, Decca 1955, сокращённый вариант
- Leonie Rysanek/Birgit Nilsson/Walter Berry/James King/Ruth Hesse, Orchester der Wiener Staatsoper, Karl Böhm, DG 1977, live, сокращённый вариант
- René Kollo/Cheryl Studer/Alfred Muff/Ute Vinzing/ Hanna Schwarz, Symphonieorchester des Bayerischen Rundfunks, Wolfgang Sawallisch, EMI 1988 (?)
- Julia Varady/Plácido Domingo/José van Dam/Hildegard Behrens/ Reinhild Runkel, Wiener Philharmoniker, Georg Solti Decca 1992
- Deborah Voigt/Ben Heppner/Franz Grundheber/Sabine Hass/Hanna Schwarz, Sächsische Staatskapelle Dresden, Giuseppe Sinopoli, Teldec 1997, сокращенный вариант